# Karl Cauer
Karl Cauer, Taufname Carl Ludwig Cauer (* 14. Februar 1828 in Bonn; † 17. April 1885 in Kreuznach), war ein deutscher Bildhauer des Klassizismus.

## Leben
Karl Cauer, Spross der Künstlerfamilie Cauer, war der Sohn des Bildhauers Emil Cauer des Älteren und dessen Ehefrau Johanna Catharina Ludovica „Luise“ Tils. Sein jüngerer Bruder war der Bildhauer Robert Cauer der Ältere. Über seine Schwester Anna war er Schwager des Malers Stanislaus von Kalckreuth. Cauer heiratete (Helene) Magdalene Elisabeth Schmidt (1828–1906). Das Paar hatte sieben Kinder: die Töchter Anna (1868–1922) und Maria Helene Louise (1861–1928), später Radiererin und Ehefrau des Komponisten Arnold Mendelssohn, und die Söhne Robert, Hugo (1864–1918), Ludwig und Emil, die Bildhauer wurden, sowie Hans, der Maler wurde.

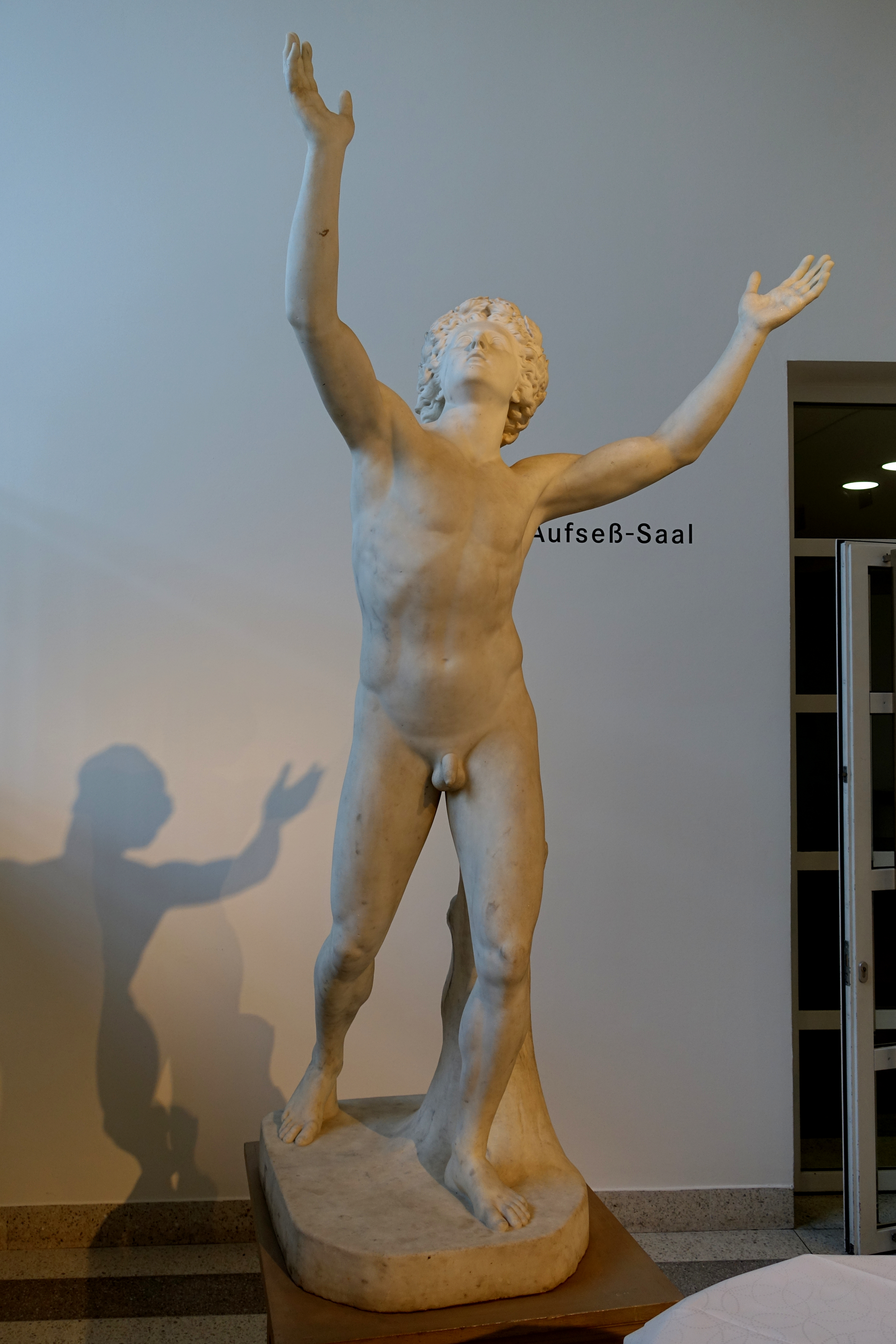
Olympiasieger, 1868, Germanisches Nationalmuseum

Nach ersten Unterweisungen, die er bereits als 16-Jähriger in der Werkstatt seines Vaters erhalten hatte, ging er zur weiteren künstlerischen Ausbildung zu Christian Daniel Rauch und Albert Wolff nach Berlin. 1848 zog er zum Studium der Antike nach Rom. 1851 ging er – angezogen von den Elgin Marbles – nach London, wo er bis 1854 mit Porträtaufträgen beschäftigt war. Nach einigen Jahren in Deutschland reiste er 1857 wieder nach Rom und blieb dort bis 1862. In diesem Jahr führte er in Mannheim das Schiller-Denkmal aus. Danach lebte er in Kreuznach. Mit seinem Bruder Robert leitete er dort ein gemeinsames Atelier. Seit dem Jahr 1873 wechselte er zwischen Kreuznach und Rom, wo er zusammen mit seinem Bruder Robert ebenfalls eine Bildhauerwerkstatt unterhielt, im Auftrag des preußischen Unterrichtsministeriums die „Herstellung von Abgüssen nach dem Skulpturenschatz Italiens“ für Berliner Kunstanstalten leitete und sich für die Einrichtung einer deutschen Staatsanstalt für bildende Kunst in Rom einsetzte. 1877/1878 war er Vorsitzender des Deutschen Künstlervereins von Rom. Ab 1881 wohnte er dauerhaft in Kreuznach. Von einer Reise nach St. Louis in den Vereinigten Staaten, die er 1884 zur Einweihung seines Denkmals für den 1881 verstorbenen Präsidenten James A. Garfield angetreten hatte, kehrte er leidend zurück, so dass das von ihm entworfene Hutten-Sickingen-Denkmal in Bad Münster am Stein-Ebernburg von seinen Söhnen Robert und Ludwig vollendet werden musste. Cauer starb im Alter von 57 Jahren in Kreuznach.
Cauer gilt als Erfinder des Elfenbeingipses, einer elfenbeinähnlichen Masse, die aus Gips, anderen mineralischen Substanzen und einem Bindemittel hergestellt wird. Diese Masse kann in Formen gegossen werden, ist dadurch leicht und billig zu reproduzieren und außerdem gut zu reinigen. Aufgrund eingehender Studien an antiken Werken und vieler Experimente gelangte Cauer auch zu einem Verfahren der Unterlegung eines durch Farbe hindurchwirkenden Goldgrundes. Dieses Verfahren wandte er sowohl bei Abgüssen als auch bei eigenen Marmorwerken an.

## Werk (Auswahl)

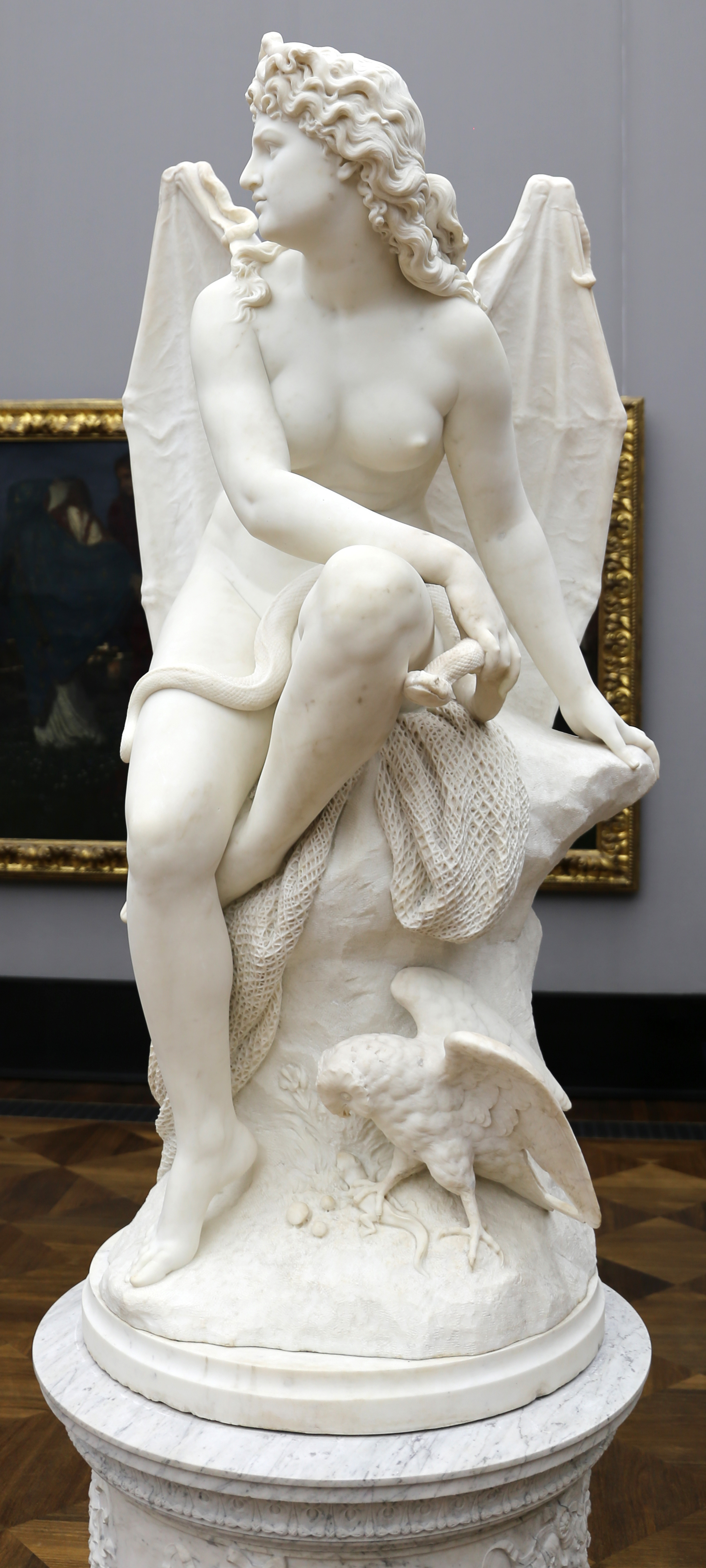
Hexe, 1874, Alte Nationalgalerie Berlin

- Statue Achill, den Pfeil aus der Ferse ziehend, 1854
- Marmorbildnis Friedrich Wilhelm IV. von Preußen
- Porträt Franz Joseph I. von Österreich
- Marmorgruppe Hektors Abschied von Andromache, 1858
- Christus-Kopf, 1859
- Schiller-Denkmal in Mannheim, 1862
- Büsten der Fürstenfamilie Karl Anton von Hohenzollern-Sigmaringen für das Schloss Jägerhof in Düsseldorf
- Bronzestatue Olympiasieger, 1868, Germanisches Nationalmuseum[4]
- Marmorskulptur Hexe, 1874 in Rom geschaffen, seit 1881 in der Nationalgalerie Berlin, inspirierte Elisabeth zu Wied unter dem Pseudonym Carmen Sylva zu einer Versdichtung mit der fantastischen Figur einer triebhaften Hexe Dämona[5]
- Denkmal James A. Garfield in St. Louis
- Entwurfsskizze für das Hutten-Sickingen-Denkmal